# レッドウォール伝説
レッドウォール伝説(レッドウォールでんせつ)とは、ブライアン・ジェイクスが1986年から刊行したファンタジー小説のシリーズである。

## ストーリー
レッドウォール修道院や主人公が、修道院、主人公を狙う悪役と戦うストーリー。
毎巻、悪と修道院に関わりのある者の戦いとなる。

## タイトル
- 『Redwall』(1986) - 邦題『勇者の剣』
- 『Mossflower』(1988) - 邦題『モスフラワーの森』
- 『Mattimeo』(1989) - 邦題『小さな戦士マッティメオ』
- 『Mariel of Redwall』(1991) - 邦題『海から来たマリエル』
- 『Salamandastron』(1992)
- 『Martin the Warrior』(1993)
- 『The Bellmaker』(1994)
- 『Outcast of Redwall』(1995)
- 『The Pearls of Lutra』(1996)
- 『The Long Patrol』(1997)
- 『Marlfox』(1998)
- 『The Legend of Luke』(1999)
- 『Lord Brocktree』(2000)
- 『The Taggerung』(2001)
- 『Triss』(2002)
- 『Loamhedge』(2003)
- 『Rakkety Tam』(2004)
- 『High Rhulain』(2005)
- 『Eulalia!』(2007)
- 『Doomwyte』(2008)
- 『The Sable Quean』(2010)
- 『The Rogue Crew』(2011) (死後の)

## 日本での発売
徳間書店から、1999年より1巻「勇者の剣」、2巻「モスフラワーの森」、3巻「小さな戦士マッティメオ」、4巻「海から来たマリエル」
が発売されている。2015年現在、この4巻が発売されているが、4巻「海から来たマリエル」発売から、9年が経っている（これまで、発売のペースは2～3年に一冊だった）ため、4巻以降の発売はないと思われている。

## テレビアニメ
1999年から2002年にかけて、最初の3つの小説がテレビアニメに採用されました。

### 登場人物
グレイブハート
声 - タイロン・サベージ/日本語版 -
この作品の主人公。